# Fabien Dufour
Fabien Dufour (ur. 8 czerwca 1986 r. w Villefranche-sur-Saône) – francuski wioślarz.

## Osiągnięcia
- Mistrzostwa Świata – Gifu 2005 – czwórka podwójna wagi lekkiej – 5. miejsce[1].
- Mistrzostwa Świata U-23 – Hazewinkel 2006 – dwójka podwójna wagi lekkiej – 7. miejsce[1].
- Mistrzostwa Świata U-23 – Glasgow 2007 – dwójka podwójna wagi lekkiej – 1. miejsce[1].
- Mistrzostwa Świata – Monachium 2007 – czwórka podwójna wagi lekkiej – 2. miejsce[1].
- Mistrzostwa Europy – Montemor-o-Velho 2010 – czwórka podwójna wagi lekkiej – 3. miejsce[1].